# Жугурень (Димбовіца)
Жугурень, Жугурені (рум. Jugureni) — село у повіті Димбовіца в Румунії. Входить до складу комуни Улієшть.
Село розташоване на відстані 58 км на захід від Бухареста, 33 км на південь від Тирговіште, 130 км на схід від Крайови, 115 км на південь від Брашова.

## Населення
За даними перепису населення 2002 року у селі проживали 650 осіб, з них 649 осіб (99,8%) румунів. Усі жителі села рідною мовою назвали румунську.